# Кинир Рыжий
Кинир Рыжий (валл. Cynyr Goch), иногда, Кинир Прекраснобородый (валл. Cynyr Ceinfarfog) — правитель Каэр-Гоха, замка на территории Гвинедда.
Кинир был сыном Исфаэла Героя и наследовал ему в Каэр-Гохе. Кинир был женат сначала на Сефине, дочери Брихана, а затем на Святой Анне, дочери Вортимера. От второго брака родилось несколько детей, в их числе, наследник, Карадог и Святая Нонна, мать Давида. Согласно генеалогии Bonedd yr Arwyr, Святая Анна была дочерью Утера Пендрагона, таким образом Вортимер является прототипом Утира. У Томаса Мелори Кинир выступает в качестве Сэра Эктора, а его сын Карадог, в качестве Сэра Кея.